# Athol Fugard
Harold Athol Lannigan Fugard (* 11. Juni 1932 in Middelburg; † 8. März 2025 in Stellenbosch) war ein südafrikanischer Schriftsteller, Dramatiker und Schauspieler.

## Leben
Fugard wuchs in Port Elizabeth auf. Seine Mutter übte starken Einfluss auf ihn aus und vermittelte ihm die burische Tradition. Er arbeitete gleichzeitig als Automechaniker, Schauspieler und Journalist, bis er mit einem Stipendium an der Universität Kapstadt studieren konnte. Er brach das Studium ab und heuerte als Matrose an. Zurück in Südafrika, war er in Johannesburg und Port Elizabeth als Schauspieler und Redakteur tätig und begann seine Arbeit als Dramatiker.
Erste Erfolge hatte Fugard mit No-Good Friday (1958) und Nongogo (1959). In der Zeit des Massakers von Sharpeville im Jahr 1960 verfasste er den erst 20 Jahre später publizierten Roman Tsotsi (der 2005 verfilmt wurde; die Verfilmung erhielt 2006 den Oscar als „Bester fremdsprachiger Film“) und mehrere Dramen, die das Thema Rassismus behandeln, zum Beispiel The Blood Knot (1961), People are Living There (1963) und Boesman and Lena (1966).
Häufig arbeitete er mit schwarzen Schauspielern zusammen, etwa mit Zakes Mokae. In den 1970er Jahren verfasste er mehrere Dramen zusammen mit John Kani und Winston Ntshona, darunter The Island, das von der Gefängnisinsel Robben Island handelt, auf der damals unter anderem Nelson Mandela inhaftiert war. Mehrere seiner Stücke wurden am Market Theatre in Johannesburg uraufgeführt.
Im 1982 produzierten, mehrfach oscarprämierten Spielfilm Gandhi war Fugard in der Rolle des südafrikanischen Politikers Jan Christiaan Smuts zu sehen, eine seiner bekanntesten Arbeiten als Schauspieler. Ab 1995 schrieb und publizierte Fugard eine mehrbändige Autobiographie.

## Privates
1956 heiratete er Sheila Fugard, die er als Schauspielerin bei der Aufführung eines seiner Stücke kennengelernt hatte. Mit ihr bekam er die Tochter Liza, die ebenfalls als Schauspielerin und Schriftstellerin arbeitet. Ab etwa 2014 lebte er von seiner Frau getrennt und hatte eine neue Partnerin. Athol Fugard starb am 8. März 2025 in Stellenbosch im Alter von 92 Jahren.

## Werke
- Statements After an Arrest Under the Immorality Act (1972)
- Sizwe Bansi is Dead (1972, dt. 1974)
- The Island (1973)
- Dimetos (1975)
- Hello and Goodbye (1961; vollendet 1976)
- A Lesson From Aloes (1978)
- The Road to Mecca (1986)
- My Children! My Africa! (1989)

## Auszeichnungen (Auswahl)
- 1969: Künstler des Jahres in Südafrika
- 1988: Auswärtiges Ehrenmitglied der American Academy of Arts and Letters[5]
- 2005: Order of Ikhamanga in Silber
- 2013: Auswärtiges Ehrenmitglied der American Academy of Arts and Sciences
- 2014: Praemium Imperiale

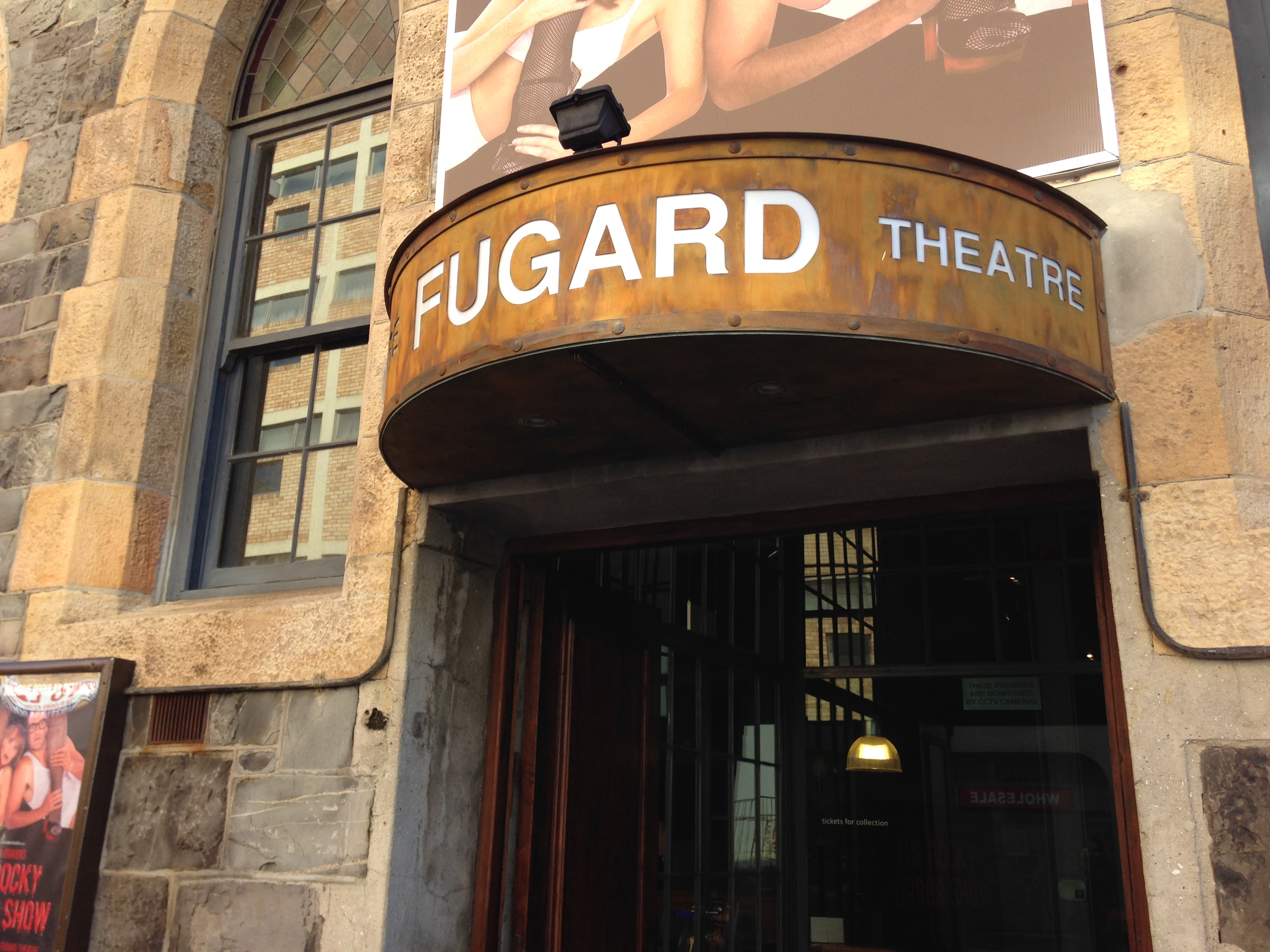
Eingang zum Fugard Theatre

In Kapstadt gibt es das nach ihm benannte Fugard Theatre.

## Filmografie
Literarische Vorlage
- 2000: Buschmann und Lena (Boesman and Lena)
- 2005: Tsotsi

Drehbuch
- 1980: Ringelblumen im August (Marigolds in August)

Regie
- 1991: Die Straße nach Mekka (The road to Mekka)

Darsteller
- 1978: Gurdjieff – Begegnungen mit bemerkenswerten Menschen (Meetings with remarkable men)
- 1980: Ringelblumen im August (Marigolds in August)
- 1982: Gandhi
- 1984: The Killing Fields – Schreiendes Land
- 1991: Die Straße nach Mekka (The road to Mekka)